# カルパージオ
カルパージオ(伊: Carpasio)は、イタリア共和国リグーリア州インペリア県モンタルト・カルパージオにある分離集落（フラツィオーネ）。
かつては独立した自治体（コムーネ）であったが、2018年1月1日、モンタルト・リーグレと合併し、新自治体の一部となった。

## 地理

### 位置・広がり

#### 隣接コムーネ
コムーネとしてのカルパージオは、以下のコムーネと隣接していた。
- ボルゴマーロ
- モリーニ・ディ・トリオーラ
- モンタルト・リーグレ
- プレラ
- レッツォ

## 姉妹都市
- Saorge、フランス 2006年